# Parroquia Santa Rosalía (Caracas)
La Parroquia Santa Rosalía es una de las 22 parroquias del Municipio Libertador del Distrito Capital de Venezuela y una de las 32 parroquias del área metropolitana de Caracas. Limita al norte con las parroquias Catedral y Candelaria; al sur con la Parroquia El Valle; al este limita con las parroquias San Agustín y San Pedro y al oeste con las parroquias Santa Teresa, El Paraíso y La Vega.

## Historia

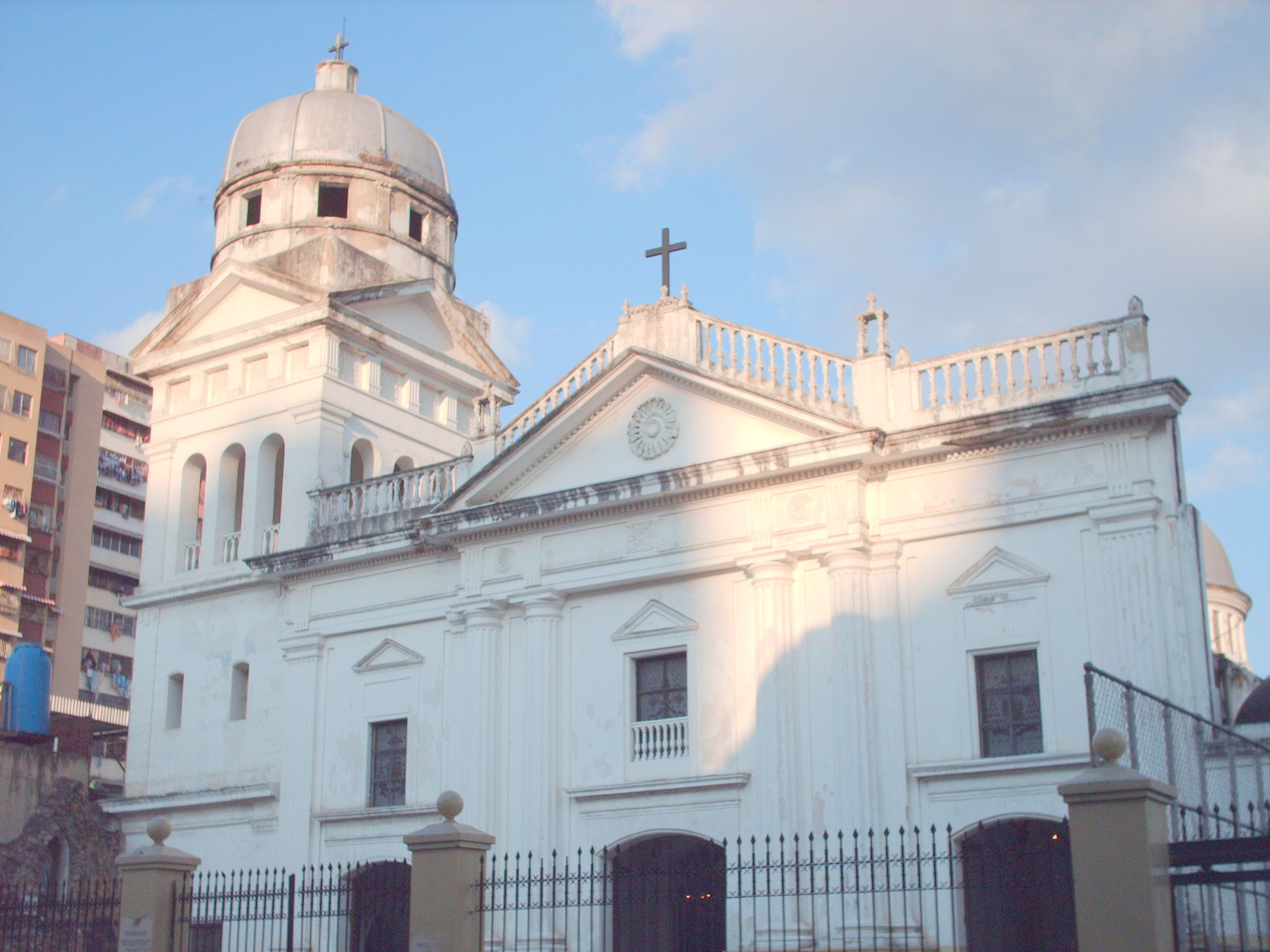
Fachada Iglesia Santa Rosalía.

### Colonización Española
Luego de una epidemia que afectaba a Caracas se decide construir una ermita en honor a Santa Rosalía de Palermo en 1696, pero la división oficial como parroquia ocurre el 5 de abril de 1795 al separarse de la antigua Parroquia San Pablo, para ese momento la nueva parroquia contaba con 5.993 habitantes. 

### SigloXIX
Después de caer el gobierno de José Tadeo Monagas en 1858 es creada la Sociedad Democrática de Santa Rosalía que reunía un grupo de liberales que ahora se denominaban federalistas.
La Parroquia Santa Rosalía de Palermo era anteriormente la Parroquia San Pablo.
Luego en 1868 se funda la Sociedad Política y Religiosa de Santa Rosalía por seguidores de José Ruperto Monagas con la intención de ir a participar en las elecciones, más tarde este grupo sería conocido como los lincheros de Santa Rosalía que se convirtieron en un grupo violento que amenazó al gobierno de Antonio Guzmán Blanco. El 5 de julio de 1876 el mismo presidente Guzmán Blanco inauguraría dos importantes obras públicas para la época, el Cementerio General del Sur ubicado al sur de Santa Rosalía zona de la parroquia que no tenía población, y Puente Hierro, puente que comunicaría Caracas con la entonces nueva urbanización de El Paraíso que estaba separada de la ciudad por el río Guaire. 

División del actual Municipio Libertador según el Proyecto León. La parroquia Santa Rosalía dentro del Municipio Ávila

### SigloXX
A comienzos del siglo XX se construye la red de tranvías de Caracas convirtiendo a Santa Rosalía en la principal salida al sur de la ciudad, para ese entonces comunicaba la población de El Valle -hoy integrada a la ciudad- con la capital por medio de un túnel que atraviesa la serranía del interior.
En 1917 es inaugurada en la esquina de Isleños la Iglesia de San Agustín diseñada por el arquitecto Alejandro Chataing. Entre la década de los setenta y ochenta se construyeron grandes edificios residenciales que se juntan con las viejas casas de tipo colonial que aún existen, debido a la falta de políticas urbanísticas de las autoridades locales. Para 1920 se comienza a urbanizar el área conocida como Prado de María, luego hacia el Noreste de la Parroquia se construye la Urbanización San Agustín del Norte, San Agustín del Sur, y el Conde o El Ensanche como se le llamó en un tiempo. Estas obras fueron impulsadas por políticas públicas por medio del Banco Obrero. Otras importantes obras como la Ciudad Universitaria, el Paseo Los Ilustres, la Plaza de Las Tres Gracias, entre otras formaron parte de la Parroquia Santa Rosalía hasta 1994 cuando se crea la Parroquia San Pedro y quedan bajo su jurisdicción. La Zona de San Agustín fue segregada de la Parroquia Santa Rosalía por Decreto Oficial del Gral. Eleazar López Contreras
Haciéndose real por Gaceta Oficial del Consejo Municipal del Distrito Federal el 21 de diciembre de 1936 quedando así esta autónoma de Santa Rosalía desde ese entonces.

### Historia reciente
Entre 1999 y 2000 se formuló el Proyecto León donde se crearía el Municipio Ávila conformado por las parroquias Santa Rosalía, El Recreo, Coche, El Valle, San Pedro y San Agustín pero este proyecto no se ha logrado concretar.

## Geografía
Se puede dividir geográficamente en dos áreas, separadas por una formación montañosa.
- En la zona norte se encuentran dos sectores o urbanizaciones, que están separadas por el río Guaire, al norte del río se encuentra el casco central de Santa Rosalía y al sur el sector Puente Hierro (Las Flores de Puente Hierro). Además del barrio de Buenos Aires.
- La zona sur es un valle rodeado de montañas al norte, sur y oeste en donde se encuentran las urbanizaciones El Cementerio, Prado de María, Los Castaños, Los Carmenes y Gran Colombia. Además de los barrios pobres de San Miguel, El Peaje, Las Palmas, La Vereda, El León, Los Sin Techos, Las Luces, Los Mangos, Gran Colombia, La Cruz, El Caño; algunos incluyen las barriadas de 1.º de Mayo y El 70 dentro de los límites de la parroquia.

### Demografía
Según el INE tenía una población de 118.327 habitantes para 2007 y se estima que para 2023 tendrá una población de 190.282 habitantes.

## Economía
En la Parroquia Santa Rosalía también existe una importante zona comercial, El Cementerio, donde se encuentran numerosos comercios pequeños, centros comerciales especializados en ropa y calzado principalmente además del comercio informal, en distintos sectores de la parroquia existen fábricas de mediana envergadura. Todo ello hace que Santa Rosalía sea la tercera parroquia más importante del Municipio Libertador por número de contribuyentes superado por la Parroquia El Recreo y la Parroquia Sucre. 

### Esquinas de la parroquia

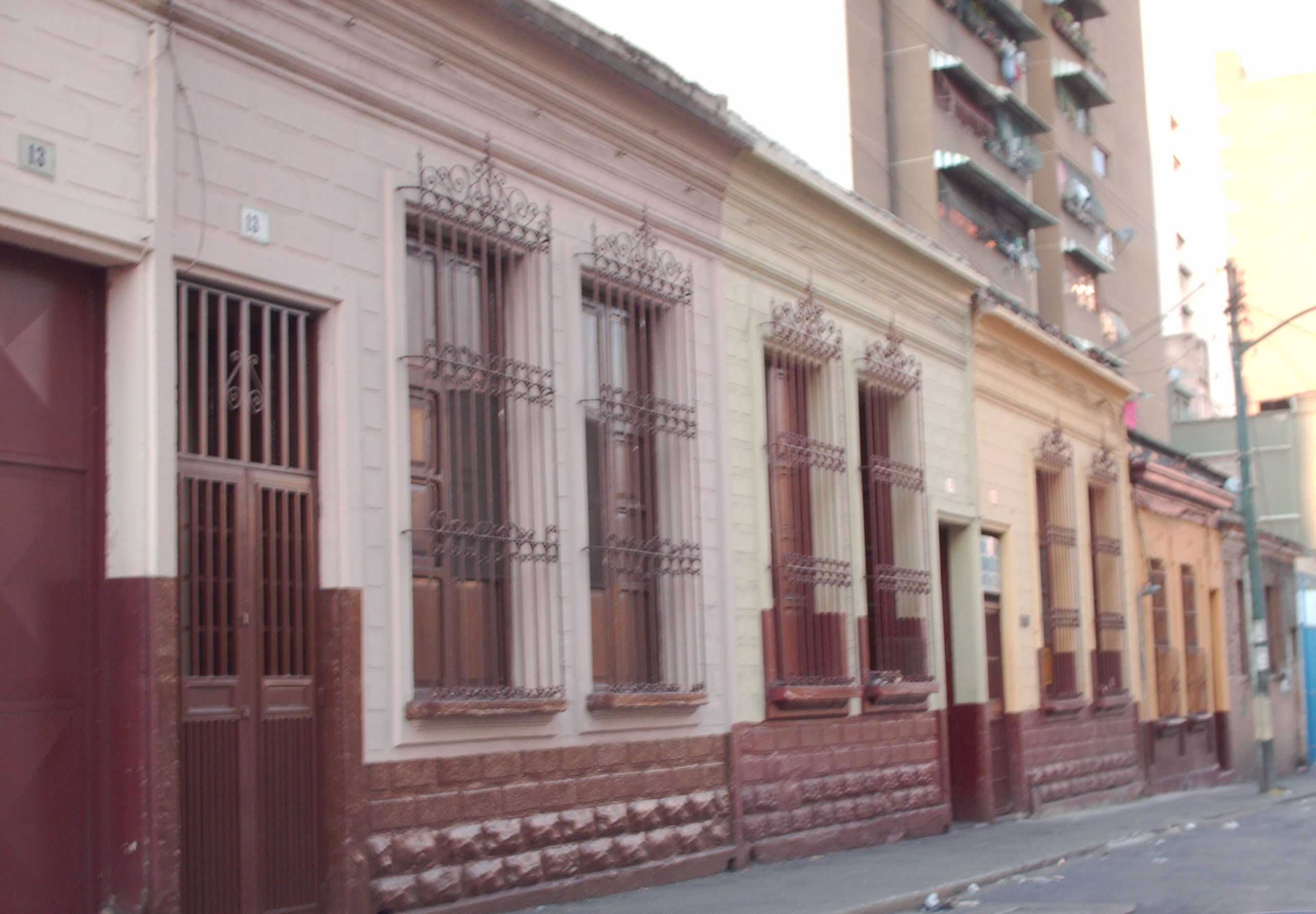
Esquinas de Tablitas a Sordo en el casco central de Santa Rosalía

Por lo general todas las esquinas que se encuentran en el centro de Caracas tienen nombres particulares debido a hechos locales importantes en ese lugar, personajes o creencias. Ha habido intentos por parte de los gobiernos regionales y locales por sustituir esos nombres por números, pero aun cuando fueron sustituidos no son utilizados Entre las que más destacan se encuentran: 
- Alcabala (Pquia. Santa Rosalía)Frontera Con Parroquia San Agustín
- Cruz Verde
- Del Cristo
- Del Rosario
- El Cristo
- El Viento
- Gobernador
- Muerto
- Peláez
- Regeneración
- Santa Rosalía
- Sordo
- Tejería
- Velásquez
- Venado
- Zamuro
- Cordova

## Transporte y comunicaciones
Por encontrarse parte de la parroquia al centro de Caracas la mayoría de sus vías se encuentran colapsadas durante la mayor parte del día, entre las principales avenidas se encuentran, la Bolívar, Fuerzas Armadas, Lecuna, Nueva Granada, principal de El Cementerio, y la Avenida Roosevelt entre otras. Parte de la Autopista Francisco Fajardo recorre las riberas del Guaire, también hay una conexión de la Autopista Valle-Coche con la Autopista Francisco Fajardo a través de la Autopista La Araña-Coche que además comunica con la Autopista Caracas - La Guaira. 
Desde 2006 la parroquia Santa Rosalía cuenta con la estación Nuevo Circo de la línea 4 del Metro de Caracas. Además dentro de los límites de la parroquia se encuentra el terminal de rutas metropolitanas Nuevo Circo incluyendo parte del sistema vial BusCaracas que facilita el flujo vehicular en el eje Norte-Sur de Caracas.

## Medios de comunicación
En el casco central de Santa Rosalía se imprimen dos diarios nacionales, El Nuevo País y el Diario VEA. Cuenta con una emisora comunitaria legalmente habilitada llamada "Radio Tiuna 102.9 FM. Además existe una emisora de radio comunitaria en el sector El Cementerio llamada La Voz de Santa Rosalía 90.7.